# Marino Angeli
Marino Angeli o Marino dell'Angelo (Rovigo, ... – ...; fl. XVII secolo) è stato un giurista italiano della Repubblica di Venezia.

## Biografia
Nel 1679 gli fu affidato dal Consiglio dei Pregadi l'incarico di completare una raccolta delle leggi veneziane, iniziata nel 1609 da Giovanni Finetti, compito che Angeli terminò nel 1688.